# 池上彰のJAPANプロジェクト
池上彰のJAPANプロジェクト（いけがみあきらのじゃぱんぷろじぇくと）は、2014年よりテレビ東京系列で不定期に放送されている特別番組（ドキュメンタリー番組）である。池上彰の冠番組。
第1回はテレビ東京の「開局50周年記念番組」の一環として放送された。

## 概要
【第１回放送】
新幹線の進化、女性の家事の軽減、交通事故の防止（交通戦争）、公害との戦い（石原産業事件）、日本人が約半世紀にわたり取り組んできたこれらの問題について、多角的に考える。

【第２回放送】
ニッポンの底力スペシャルと題し、昭和の日本の成長力と今の復興力。２部構成で、２部の番組の後半は製紙工場の実は「紙つなげ」を題材にしたドラマパート。
【第３回放送】
世界の各地で活躍する日本人から日本の強さをみていく特番。
【第４回放送】
憲法改正論議に合わせて日本国憲法を一から学んでいく番組。

## 出演者

### MC
- 池上彰
- 相内優香（テレビ東京アナウンサー）
- 大江麻理子（テレビ東京報道キャスター）

## 主なスタッフ
- ナレーション／井上真央（第１回は出演者、第２回）、窪田等、小山茉美

【第１回】
演出／鈴木嘉人
プロデューサー／堀 靖彦、野口雄史、小林史憲
総合演出／福田裕昭
ゼネラルプロデューサー／加増良弘
【第２回】
演出／中村 航
プロデューサー／堀 靖彦、大信田雅二、野口雄史、鈴木亨知
総合演出／福田裕昭
ゼネラルプロデューサー／加増良弘
【第３回】
演出／鈴木亨知
プロデューサー／堀 靖彦、
総合演出／福田裕昭
ゼネラルプロデューサー／加増良弘
【第４回】
演出／立花剛
プロデューサー／堀 靖彦、鈴木亨知
総合演出／福田裕昭
ゼネラルプロデューサー／加増良弘